# Friedrich August de Leuw
Friedrich August de Leuw (* 10. Mai 1817 in Gräfrath bei Solingen; † 16. Juni 1888 in Düsseldorf) war ein deutscher Landschafts- und Vedutenmaler der Düsseldorfer Schule.

## Leben
De Leuw wurde als ältester Sohn des Augenarztes Friedrich Hermann de Leuw in Gräfrath geboren. Nach dem Besuch des katholischen Gymnasiums zu Köln ließ er sich ab 1838 – mit einer Unterbrechung durch Militärdienst in den Jahren 1839/1840 – an der Kunstakademie Düsseldorf zum Landschaftsmaler ausbilden. Sein erstes Skizzenbuch stammt bereits aus dem Jahr 1837. Von 1840 bis 1843 besuchte er an der Düsseldorfer Akademie die Landschafterklasse von Johann Wilhelm Schirmer. Auf Anraten seines Lehrers wanderte er mit Studienkollegen durch das Neandertal und in der Eifel, später an Rhein, Mosel und Nahe. In den 1840er Jahren bereiste de Leuw die Niederlande, im Sommer 1843 das Inntal.
1851 war er mit einem Werk in der Düsseldorf Gallery in New York City vertreten. 1861 reiste er nach Hackney bei London.
Am 25. Mai 1861 heiratete er dort Maria Frances Charrington, mit der er sich in den Jahren 1861/1862 in London niederließ und später auf Haus Grünewald in Gräfrath wohnte. Sie gebar die Kinder Adeline Maria Elisabeth (* 1862), Friedrich Herrmann (* 1864), Franziska Maria (* 1865) und Alfred Reginald (* 1867). Das Haus Grünewald, dessen Anbau ihm als Atelier diente, ließ de Leuw bis 1866 großzügig umgestalten und erweitern. Die letzten zwanzig Lebensjahre verbrachte de Leuw überwiegend in Manderscheid und Düsseldorf. Beerdigt wurde er in Gräfrath.

## Werke (Auswahl)

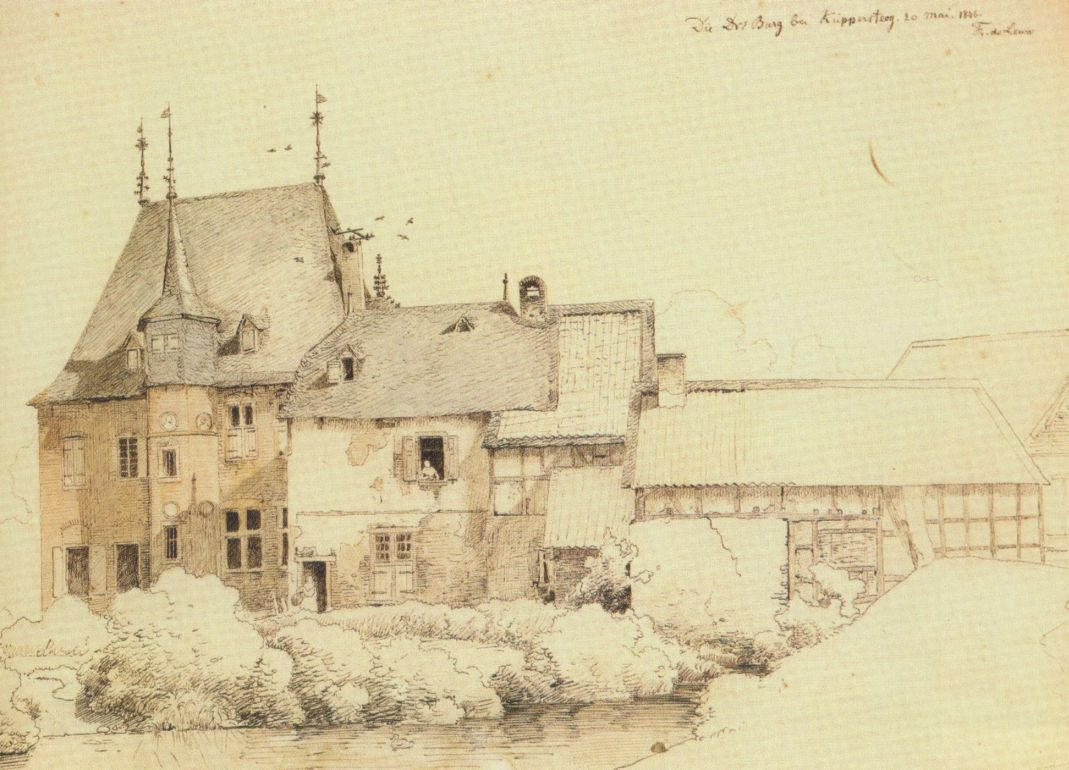
Die Doktorsburg, 1846, aquarellierte Federzeichnung

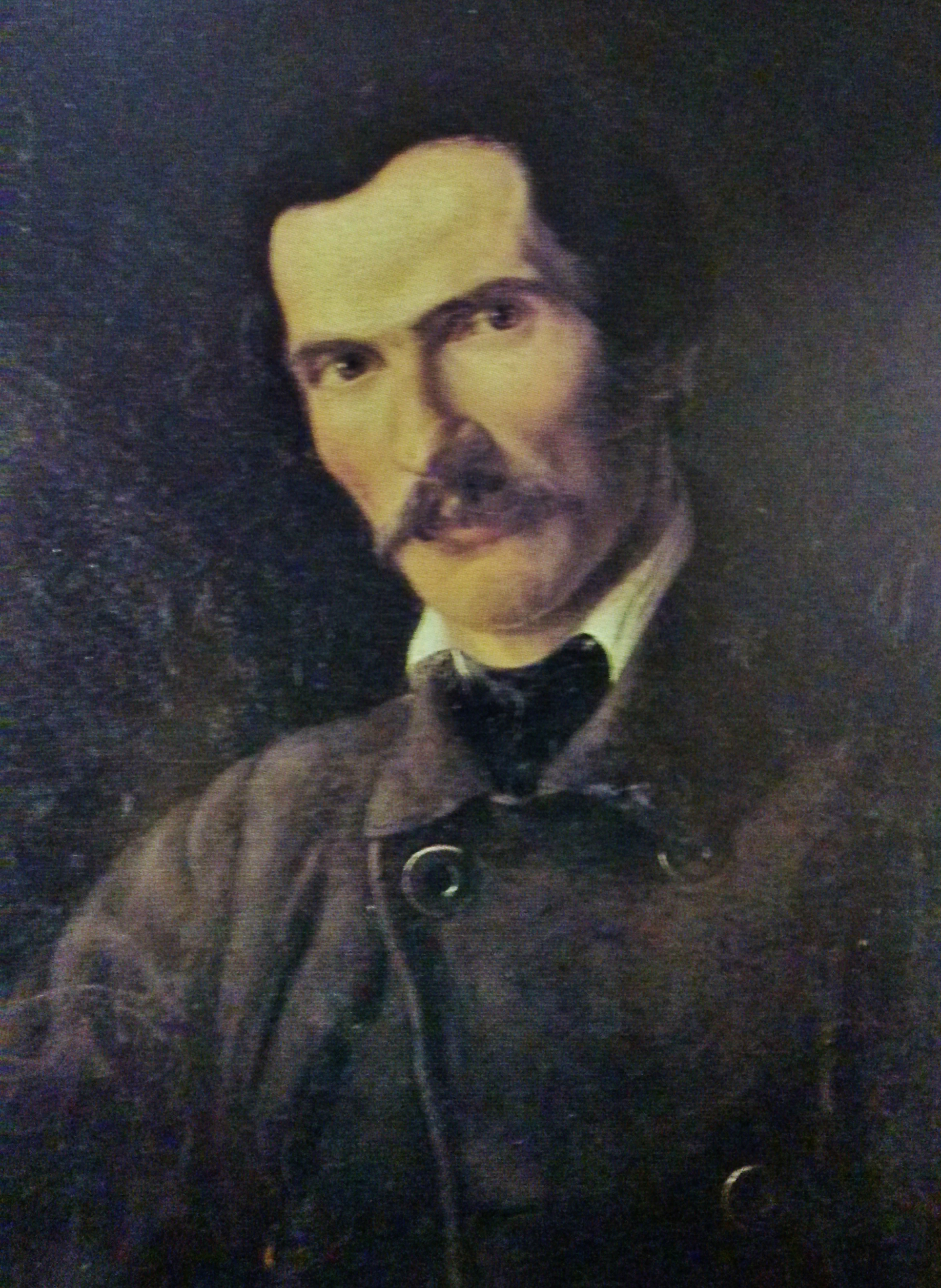
Louis de Leuw, Bruderbildnis, 1855

Von de Leuw, der als Vertreter der Spätromantik gilt, sind 242 Werke und neun Skizzenbücher bekannt. Sein Œuvre ist durch die Verbindung von realistischer Naturauffassung mit romantischer Idealisierung gekennzeichnet.
- Gräfrather Markt, 1837, kolorierte Zeichnung
- Vereiste Sumpflandschaft in der Hildener Heide, 1840
- Landschaft bei Delft, 1841
- Windmühle an einem winterlich zugefrorenen Kanal, 1841
- Winter an einem holländischen Hafen, 1842
- Landschaft im Dünnenbruch bei Gräfrath, 1843
- Schloss Nesselrath, 1843
- Hirschjagd, 1843
- Niederländische Winterlandschaft, 1845
- Das Haarlemer Meer bei Mondschein, 1845
- Die Doktorsburg, aquarellierte Federzeichnung, 1846
- Optiker Rudolf Franz von Brosy, Ölfarbe auf Leinwand, 58 × 43 cm, ca. 1850
- Dr. Louis de Leuw, Bruderbildnis, Ölfarbe auf Leinwand 89 × 68 cm (Werkverzeichnis Nr. 145), ca. 1855[6][7]
- Winterlandschaft mit Jagdwild, 1869
- Selbstporträt, 1882[8]
- Die Ebernburg bei Bad Münster am Stein, gegenüber die brennende Baumburg
- Heimkehr des Heuwagens